# Котонвуд (Минесота)
Котонвуд (енгл. Cottonwood) град је у америчкој савезној држави Минесота.

## Демографија
По попису из 2010. године број становника је 1.212, што је 64 (5,6%) становника више него 2000. године.
| Група             | 2000.         | 2010.         |
| Белци             | 1.105 (96,3%) | 1.138 (93,9%) |
| Афроамериканци    | 1 (0,1%)      | 4 (0,3%)      |
| Азијати           | 5 (0,4%)      | 1 (0,1%)      |
| Хиспаноамериканци | 26 (2,3%)     | 57 (4,7%)     |
| Укупно            | 1.148         | 1.212         |